# Балин (Кам'янець-Подільський район)

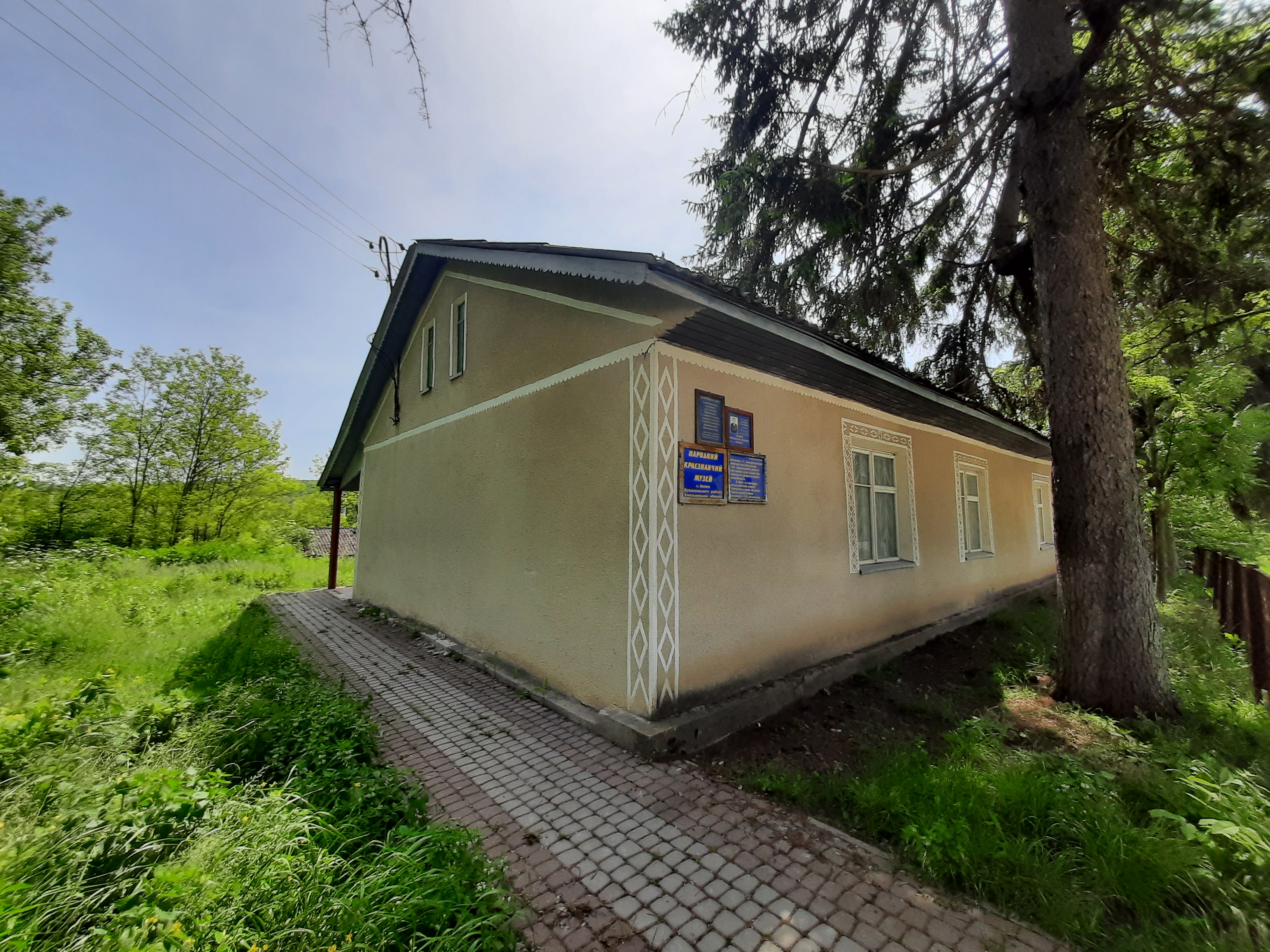
Краєзнавчий музей

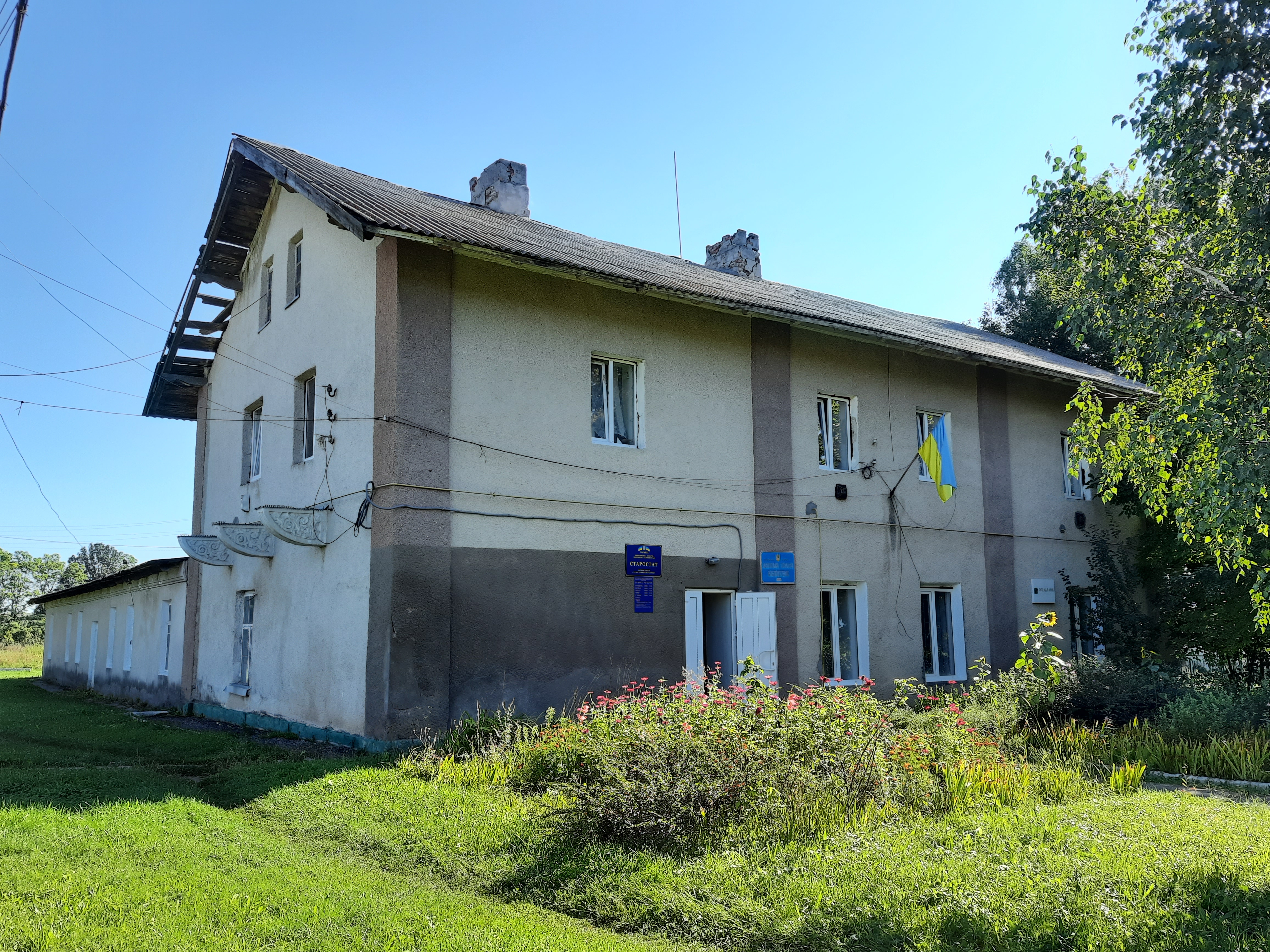
Будинок Садовського

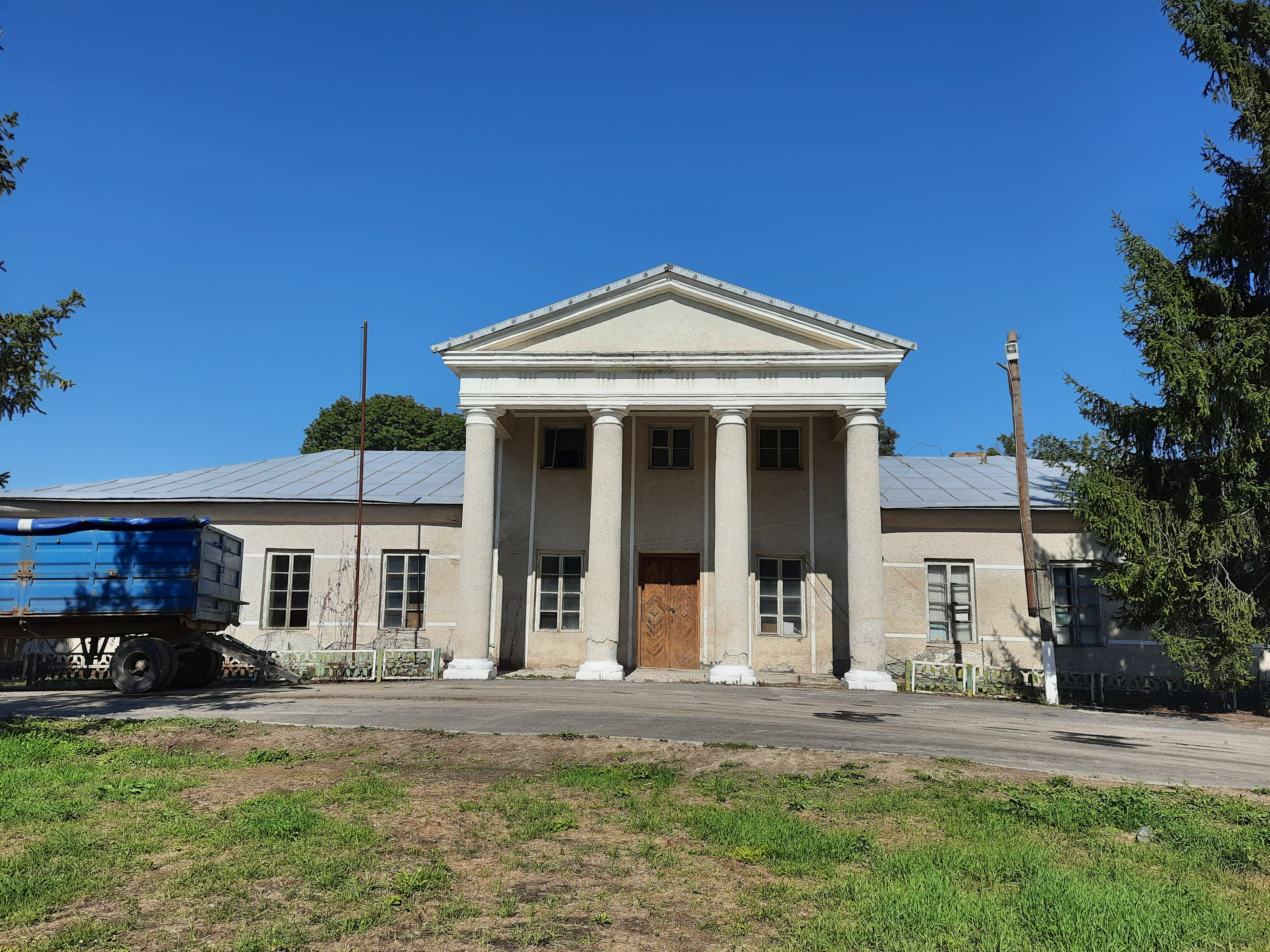
Будинок керуючого справами

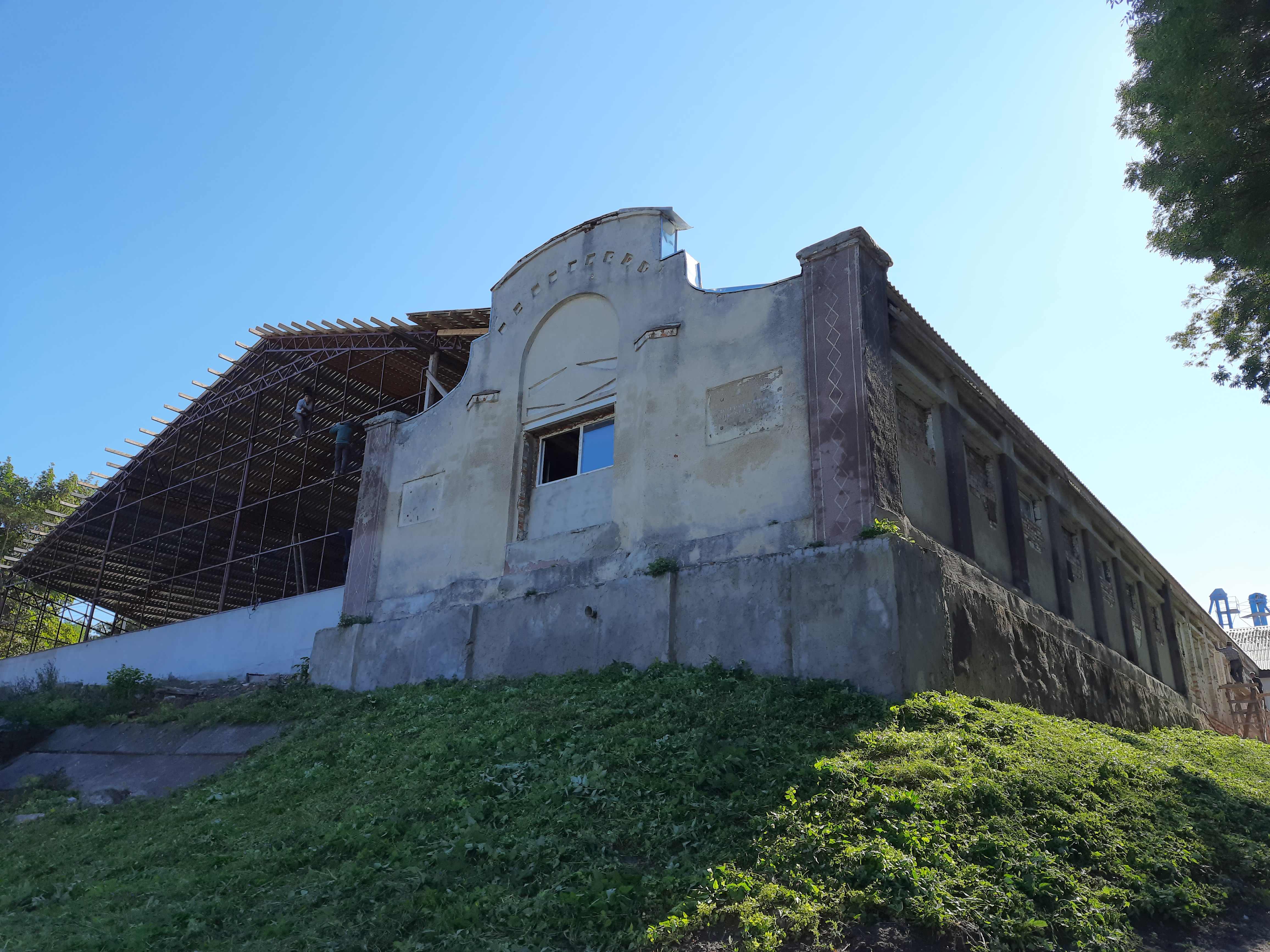
Кінний завод

Ба́лин (пол. Balin, Balina) — село (колишнє містечко) в Україні, у Смотрицькій селищній громаді Кам'янець-Подільського району Хмельницької області.

## Назва
Є припущення, що село мало ще історичну назву — Чорний Брід.

## Географія
Село Балин розташоване вздовж річки Мукша. Через село пролягає автошлях територіального значення Т 2308.

### Клімат
Село Балин знаходиться в межах вологого континентального клімату із теплим літом, але діяльність людини призводить до поганих змін та глобального потепління. Рівень наповнення річок водою по області становить лише 20 % від необхідного стандарту, значна частина земної поверхні стає посушливою. Для покращення ситуації варто було б проводити ревайлдинг, відновлювати екосистеми та лісові насадження.

## Історія
Перша письмова згадка датується 15 листопада (24 листопада за новим стилем) 1436 року — король Володислав надає шляхтичу Домарату 40 гривень на село Балина..
У люстрації 1469 року вказано, що королівські маєтності Чемерівці, Балина, Залісці і Лищовче були в управлінні Домаратка Фурмановського та Дороти і Петра Сбикловських.
Балин належить до давніх поселень. 1493 року тут було 32 дими.
Король Польщі Сигізмунд I Старий надав Балин:
- Миколаю Сенявському та його нащадкам чоловічої статі[4];
- після битви під Обертином (22 серпня 1531) — ротмістру Олександеру Сенявському, сину Миколая, який в ній відзначився; за сприяння нового власника Балин став містом;
- у Балині зазвичай проходили «збройні пописи» шляхти цілого Подільського воєводства;
- пізніше за часів Речі Посполитої стало королівщиною, центром Балинського староства, до якого також входили передмістя Майдан, село Волощина, присілок Циганівка[5].

У 1809 році дідич Юзеф Дверницький «відступив» маєток у Балині Іванові (Янові) Богушу — голові подільських судів. Тут у домі Богуша часто мешкав відомий тодішній польський поет Римуальд Корсак (помер 1817 року в містечку Жванчик (нині — село Великий Жванчик) — іншому маєтку Богуша).
1814 року Балинський маєток за борги було виставлено на продаж, він поділився на дрібні володіння.
1845 році пани Садовські заклали у Балині кінний завод, один з найкращих у ті роки на Поділлі.
Селяни були звільнені від кріпосного права в 1861 році. На честь цієї події в багатьох селах Поділля на в'їздах встановлювали пам'ятні фігури, такі збереглись в селах: Нігин, Черче. Ця традиція помаленьку відновлюється, встановлюються статуї Божої Матері чи інші фігури.
У 1905 році селяни спалили панський маєток, а панські і церковні землі розділили.
Внаслідок поразки визвольних змагань на початку XX століття, село надовго окуповане російсько-більшовицькими загарбниками.
Радянська окупація принесла колективізацію та розкуркулення, мешканці села зазнали репресій.
У 1932–1933 жителі села пережили сталінський голодомор.
Роки Великого терору 1936-1937 вбито осіб різних національностей і професій, багато людей було виселлено як сім'ї «ворогів народу».
Після завершення Другої світової війни у 1946—1947 роках мешканці села вчергове пережили голод.
Наприкінці 1940-х — початку 1950-х років селі знаходилась конспіративна квартира Дунаєвецького надрайонного проводу ОУН. А провідник Дунаєвецького надрайонну Мартюк Хома «Алкід» був схоплений чекістами 30 вересня 1951 року саме на цій конспіративній квартирі.

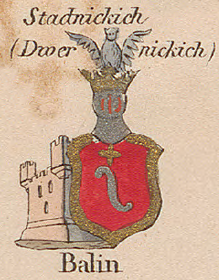
Балин на мапі Зигмунда Герстмана
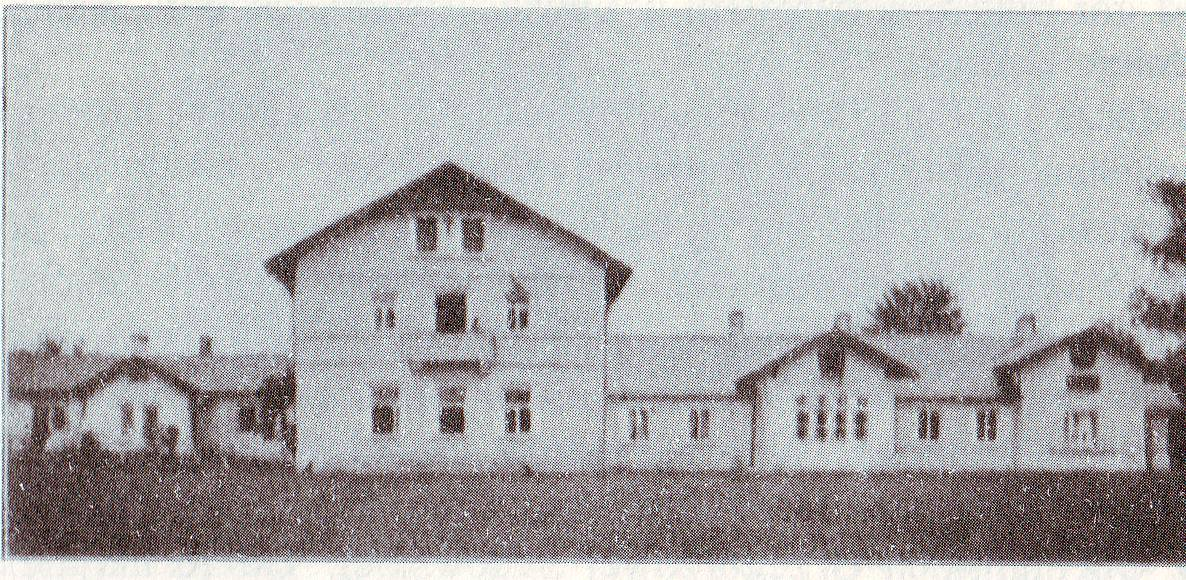
Панська садиба
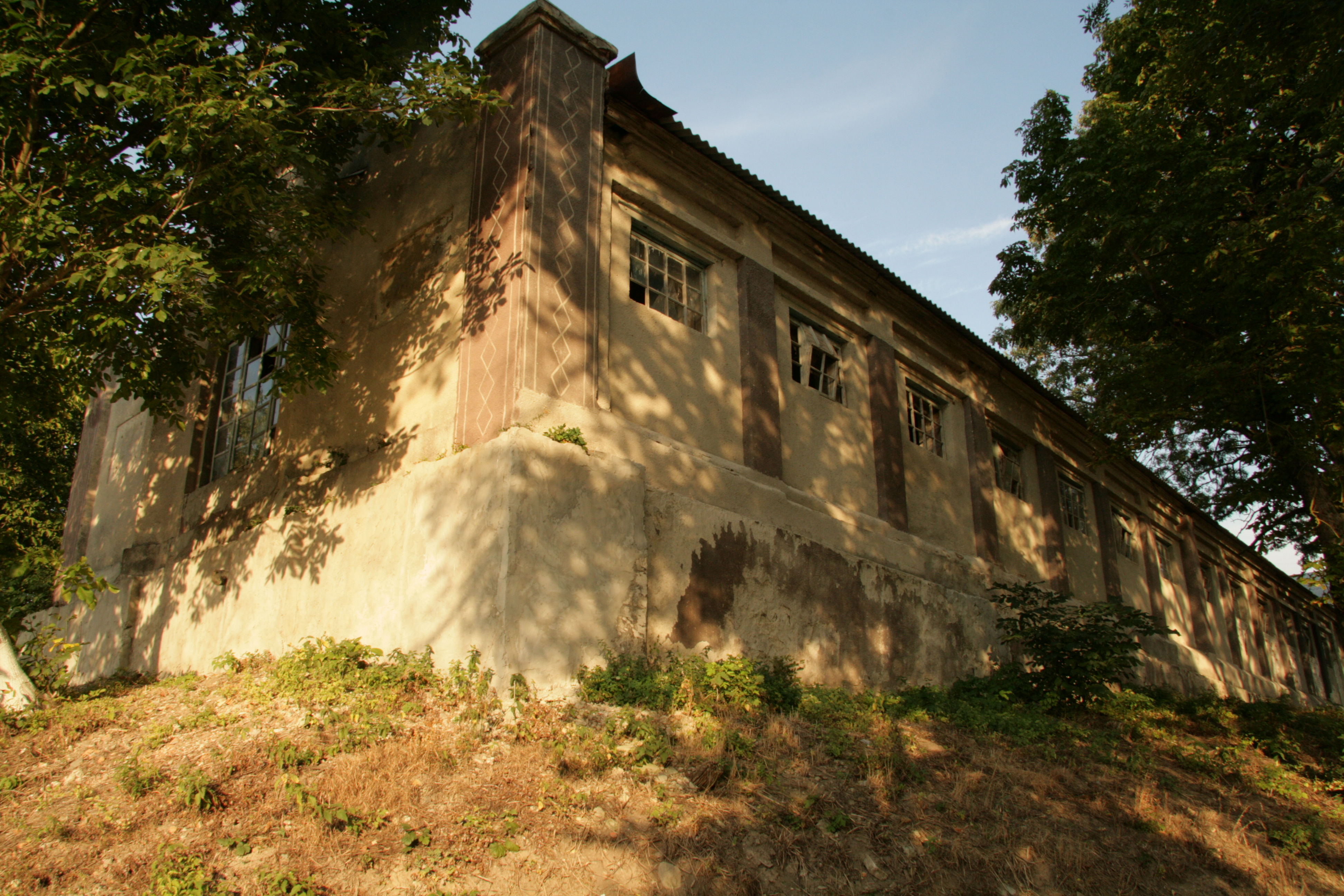
Кінний завод

З 24 серпня 1991 року село у складі незалежної України.
Католицька громада Балина тривалий час послуговувалась каплицею, облаштованою у приміщенні колишнього магазину. Наприкінці 2000-х — початку 2010-х років селі було споруджено мурований костел святого Альберта Хмельовського.
29 серпня 2017 року, в ході децентралізації, шляхом об'єднання сільських рад, село увійшло до складу Смотрицької селищної громади.
19 липня 2020 року, в результаті адміністративно-територіальної реформи та ліквідації Дунаєвецького району, село увійшло до складу новоутвореного Кам'янець-Подільського району.

## Релігія
- Церква Святого Миколая (2007, УГКЦ)
- Костел святого Альберта Хмельовського (2010-ті, РКЦ)

## Населення
За переписом населення України 2001 року в селі мешкало 2262 особи.
Згідно перепису 2015 року в селі мешкало 2270 осіб, населення села збільшилось на 0,35 % порівняно зі 2001 роком.

### Мова

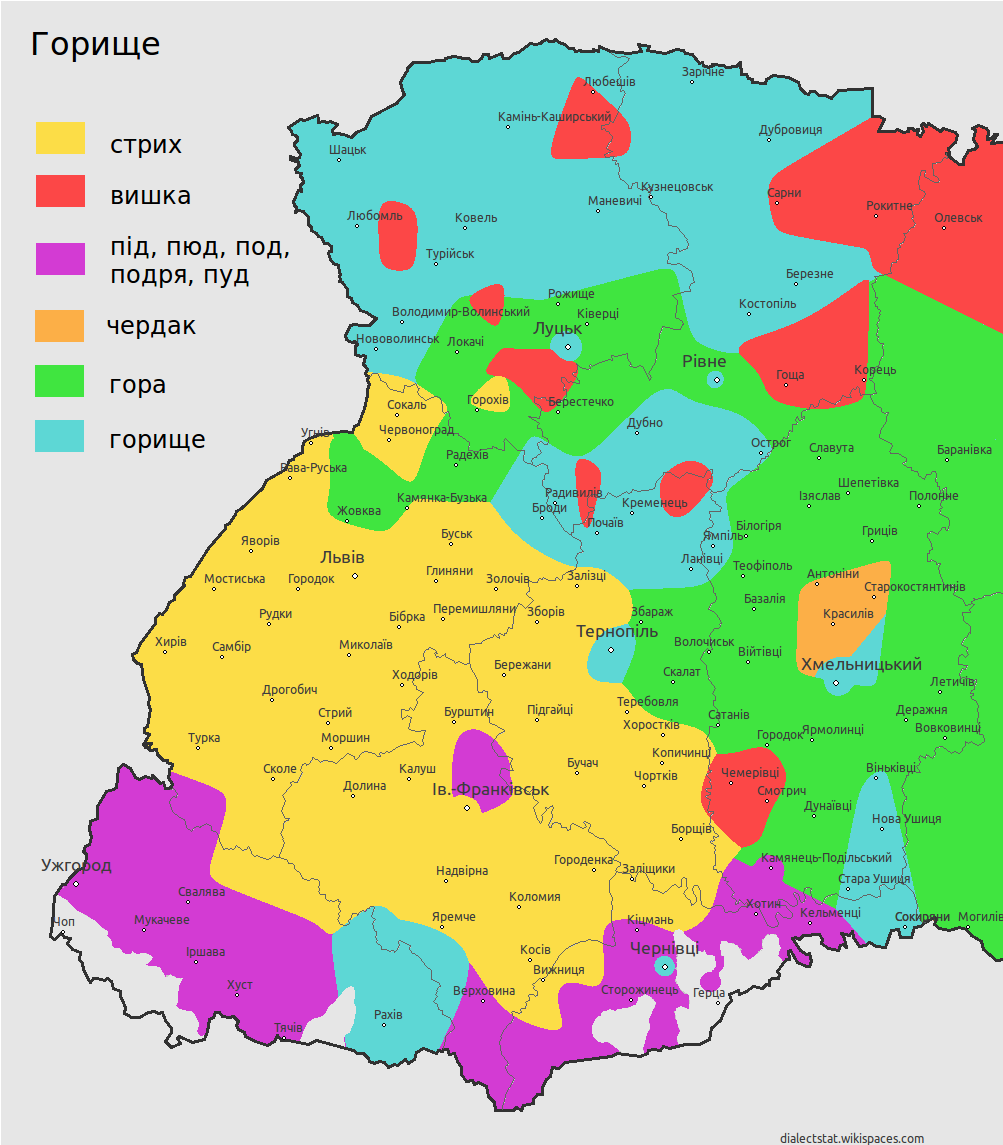
В селі Балин поширені такі діалекти слова «горища»: гора, стрих, вишка

У селі поширені західноподільська та південноподільська говірка, що відносяться до подільського говору, який належить до південно-західного наріччя.
Розподіл населення за рідною мовою за даними перепису 2001 року:
| Мова       | Відсоток |
| ---------- | -------- |
| українська | 98,85 %  |
| російська  | 0,66 %   |
| вірменська | 0,40 %   |
| білоруська | 0,04 %   |

## Відомі особи

Пам'ятний знак на честь воїнів-односельчан, які загинули під час Другої світової війни

### Уродженці села
- Лалак Олександр Миколайович (нар. 1957) — громадський і політичний діяч, голова ВГО «Всенародний фронт порятунку України», уродженець села.
- Бодак Валентина Анатоліївна — українська наукова діячка, ректор Дрогобицького державного педагогічного університету імені Івана Франка, доктор філософських наук, професор.

### Проживали, перебували
- Болбочан Петро Федорович (нар. 5 жовтня 1883 — пом. 28 червня 1919) — український військовий діяч, полковник Армії УНР. Був розстріляний 1919 року на станції Балин. В селі Балин у 2005 році встановлено на його честь пам'ятний знак.
- Мартюк Хома (нар. 1923 — пом. 14 листопада 1952) — український військовий та громадський діяч, вояк Дивізії «Галичина» та Української Повстанської Армії, Дунаєвецький надрайонний провідник ОУН. Схоплений у селі Балин за допомогою снодійного препарату.

### Старости
- Миколай Стадницький (1748—1752) — балинський староста[12]
- Ян Стадницький — кам'янецький та любачівський каштелян, староста летичівський[13]
- Ян Олександр Конецпольський (1635—1719)  — військовий та державний діяч Речі Посполитої, магнат